# Grb Svetog Vincenta i Grenadina
Grb Svetog Vincenta i Grenadina zasniva se na kolonijalnom grbu otočja, a kao državni grb upotrebljava se od 1979. godine, nakon proglašenja neovisnosti.
Na vrhu grba je stabljika pamuka, a ispod nje su dvije žene u rimskim togama. Lijeva žena, koja drži maslinovu grančicu, simbolizira mir, a desna, koja kleči pred oltarom na kojem je vaga, simbol je pravde.
U podnožju je državna krilatica, latinski natpis "Pax et justitia" ("Mir i pravda").